# Shri Krishna Singh Singh
Shri Krishna Singh (Azamgarh, India, 1946) es un ingeniero en minas, geofísico, investigador y académico indio nacionalizado mexicano.  Se ha especializado en sismología, realizando estudios sobre las fuentes sísmicas y sobre la propagación, atenuación y amplificación de las ondas sísmicas.

## Estudios y docencia
Realizó su licenciatura en la Escuela de Minas en Dhanbad. Fue becado por el gobierno de la India para continuar sus estudios en Estados Unidos. Ingresó a la Universidad de Columbia, obtuvo una maestría en 1969 y un doctorado en Ciencias de Ingeniería, en el campo de Geofísica Aplicada, en 1971. Ese mismo año, financiado por la Organización de Estados Americanos (OEA), fue profesor visitante en la Universidad Nacional Autónoma de México (UNAM), de esta forma, fijó su residencia en la Ciudad de México y obtuvo su nacionalidad en 1991.
Ha sido profesor visitante en la Universidad de Roma, en la Universidad de París, en la Universidad de Bergen, en la Universidad de Nevada y en la Universidad de Wisconsin-Madison.

## Investigador y académico
Comenzó a colaborar en el Instituto de Geofísica de la UNAM desde 1973, fue jefe del Departamento de Sismología y Vulcanología. Fue asesor del Instituto de Ingeniería de la UNAM.  Desde 1989 es asesor del Centro Nacional de Prevención de Desastres (CENAPRED), organismo dependiente de la Secretaría de Gobernación. Es investigador nivel III del Sistema Nacional de Investigadores y miembro del Consejo Consultivo de Ciencias de la Presidencia de la República. Es miembro de la Academia Mexicana de Ciencias y de la Academia Mexicana de Ingeniería.
Sus tareas de investigación se han centrado en la detección de fuentes sísmicas, así como en la propagación, atenuación y amplificación de las ondas sísmicas de acuerdo a la estructura cortical de la Tierra, el efecto de los tsunamis y la estimación de los movimientos de terreno durante los futuros temblores. 
Descubrió que el terremoto de Oaxaca de 1931 fue producto de un movimiento de la placa de Cocos y que el terremoto de Jalisco-Colima de 1932 tuvo lugar por el movimiento entre la placa de Rivera y la placa Norteamericana, demostrando, además, que una placa oceánica joven es capaz de generar grandes temblores. En 1982 concluyó que las rocas más superficiales son las responsables, en gran medida, de la atenuación en la energía sísmica de alta frecuencia. A principios de 1985 fue uno de los promotores para instalar una red de registro de movimientos sísmicos a lo largo de la costa mexicana. En 1993 comenzó la instalación de una nueva red de sismógrafos.

## Obras publicadas
Ha publicado más de noventa artículos en revistas de circulación internacional, casi treinta artículos en memorias y cinco capítulos para libros. Su trabajo ha sido citado en más de mil ocasiones. 

## Premios y distinciones
- Premio Universidad Nacional en el área de Innovación Tecnológica y Diseño por la Universidad Nacional Autónoma de México en 1995.
- Medalla “Manuel Maldonado Koerdell” otorgada por la Unión Geofísica Mexicana en 1999.
- Reconocimiento especial por la Sociedad Mexicana de Ingeniería Sísmica en 2003.
- Premio Nacional de Ciencias y Artes en el área de Ciencias Físico-Matemáticas y Naturales otorgado por la Secretaría de Educación Pública en 2005.
- Profesor Emérito por la Universidad Nacional Autónoma de México desde 2010.[4]